# Kyōkos Haus
Kyōkos Haus (japanisch 鏡子の家, Kyōko no Ie) ist der siebte Roman des japanischen Schriftstellers Yukio Mishima. Er erschien am 20. September 1959 in zwei Kapiteln beim Verlag Shinchosha.
Der Roman erzählt die ineinander verflochtenen Geschichten vier junger Menschen, die metaphorisch verschiedene Aspekte der Persönlichkeit des Autors darstellen sollen: Seine Fitness-besessene Seite zeigt sich in Form eines Boxers, seine künstlerische in Form eines Malers, seine narzisstische in Form eines Schauspielers und seine nihilistische in Form eines erfolgreichen Geschäftsmannes, der jeden Tag vor sich hinlebt, während er „pure Verachtung für die Realität“ empfindet.
Zu seinem Erscheinen bezeichnete Mishima Kyōkos Haus als sein persönlichstes und wichtigstes Werk. Nicht nur verfolgte er das Ziel, die Stimmung der Nachkriegsgesellschaft einzufangen; der Roman war vielmehr als Introspektion gedacht, um seinen eigenen Charakter zu hinterfragen, auszubessern und Selbsterkenntnis zu erlangen. Folglich traf es ihn umso mehr, als der Roman von Literaturkritikern als zu experimentell und egozentrisch verrissen wurde und nach einer Reihe hochgelobter Werke Mishimas erster kritischer Misserfolg wurde. Zwar änderte der Gegenwind nichts an seiner Reputation als erfolgreichster Autor Japans und direkt im Folgejahr konnte er mit Nach dem Bankett einen erneuten Erfolg verbuchen, dennoch hinterließ die harsche Kritik bei Mishima einen psychischen Nachklang.
Post mortem hat Kyōkos Haus an Popularität dazugewonnen, insbesondere da in dem Werk viele spätere Entwicklungen in Mishimas Leben bereits prophetisch angedeutet wurden – so entwickelt der Boxer beispielsweise eine Faszination für nationalistische Ideen und der Schauspieler beginnt eine sadomasochistische sexuelle Beziehung, die in einem romantischen Doppelsuizid endet. Der Biograf John Nathan nannte das Werk aufgrund seiner „prophetischen Eigenschaften“ ein „beunruhigendes, sogar angsteinflößendes Buch“.

## Adaptionen

### Geplante Adaption
Zusammen mit dem renommierten Regisseur Kon Ichikawa plante Mishima, Kyōkos Haus als Realverfilmung umzusetzen. Obwohl bereits Vorsprechen stattfanden und Mishima sich in Interviews mehrfach begeistert von der Idee zeigte, wurde das Projekt aus unerklärten Gründen jedoch nie umgesetzt.

### Umgesetzte Adaptionen
Kyōkos Haus erschien in 9 Teilen vom 4. Juli bis zum 29. August 1962 jeden Mittwoch 22:00–22:30 als Miniserie bei TBS Television. Eine der Hauptrollen spielte unter anderem Tsutomu Yamazaki. Regie führte Katsumi Oyama.
Vom 19. Oktober 1959 bis zum 16. März 1960 erschien Kyōkos Haus jeden Montag–Samstag von 9:40–10:00 in insgesamt 126 Folgen bei Radio Nippon als Hörspiel. Ursprünglich war die Ausstrahlung für ein halbes Jahr angesetzt. Aufgrund mangelnder Einschaltquoten wurde das Projekt aber nach der 126. Folge abgesetzt und durch eine Musiksendung ersetzt.
Der US-amerikanische Regisseur Paul Schrader verwendete die Storyline um Funaki Osamu für seinen Film Mishima – Ein Leben in vier Kapiteln, nachdem sein ursprünglich angedachtes Buch Verbotene Farben durch Mishimas Witwe verweigert wurde.